# Парламентские выборы на Барбадосе (1966)
Парламентские выборы на Барбадосе прошли 3 ноября 1966 года для избрания 24 депутатов Палаты собрания в парламенте Барбадоса. Выборы стали последними, проходившими по непропорциональной избирательной системе с двухмандатными избирательными округами, на которых каждый избиратель имел два голоса.
В результате победу одержала Демократическая лейбористская партия, получившая 14 из 24 мест. Последний раз в выборах участвовала когда-то мощная Барбадосская национальная партия. На этих выборах она представила только 4 кандидатов и получила лишь 2 места. В 1970 году партия была распущена. Явка избирателей составила 79,7 %.
Выборы стали последними перед объявлением Барбадосом независимости от Великобритании 30 ноября 1966 года. В охидании независимости страны пост премьера был изменён на пост премьер-министра.

## Результаты
|                                       |                                       |         |       |       |       |
| Партия                                | Партия                                | Голоса  | %     | Места | +/-   |
|                                       | Демократическая лейбористская партия  | 72 384  | 49 56 | 14    | 0     |
|                                       | Барбадосская лейбористская партия     | 47 610  | 32,60 | 8     | +3    |
|                                       | Барбадосская национальная партия      | 14 801  | 10,13 | 2     | -2    |
|                                       | Народное прогрессивное движение       | 598     | 0,41  | 0     | новая |
|                                       | Независимые                           | 10 661  | 7,30  | 0     | -1    |
| Недействительных/пустых бюллетеней    | Недействительных/пустых бюллетеней    | 537     | 0,67  | -     | -     |
| Всего бюллетеней                      | Всего бюллетеней                      | 146 054 | 100   | 24    | 0     |
| Зарегистрированных избирателей / Явка | Зарегистрированных избирателей / Явка | 99 988  | 79,70 | -     | -     |
| Источник: Nohlen                      |                                       |         |       |       |       |